# Saint George’s (Bermuda)

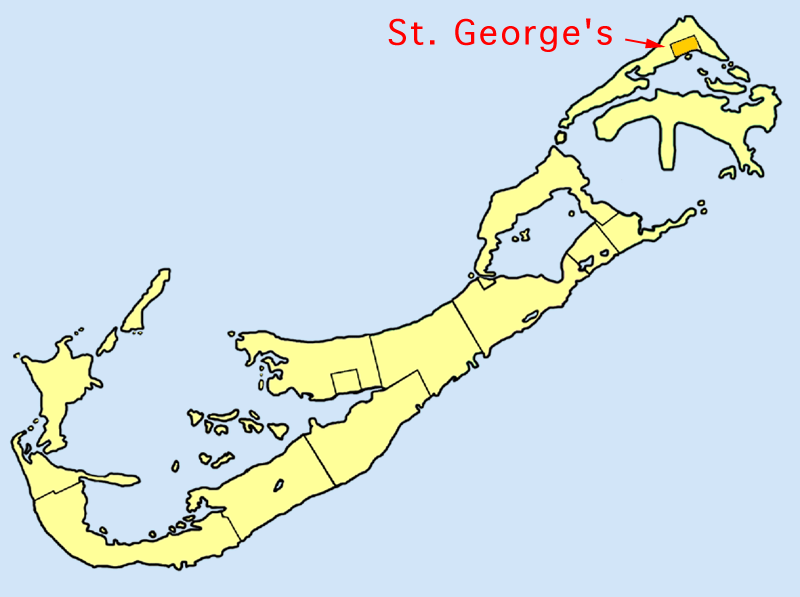
Lage von St. George’s auf den Bermudas

Saint George’s (früher Town of St. George oder St. George’s Town) ist eine Stadt im britischen Überseegebiet Bermuda. Sie liegt auf Saint George’s Island im Nordosten der Bermuda-Inselgruppe. St. George’s wurde 1612 als erste ständige Siedlung auf den Bermudas gegründet und ist heute die älteste durchgehend bewohnte englische Siedlung in Amerika. Sie hat den Status einer kreisfreien Stadt (Municipality) und wird vom Saint George’s Parish umschlossen. Seit 2000 gehört die Stadt zum UNESCO-Welterbe.

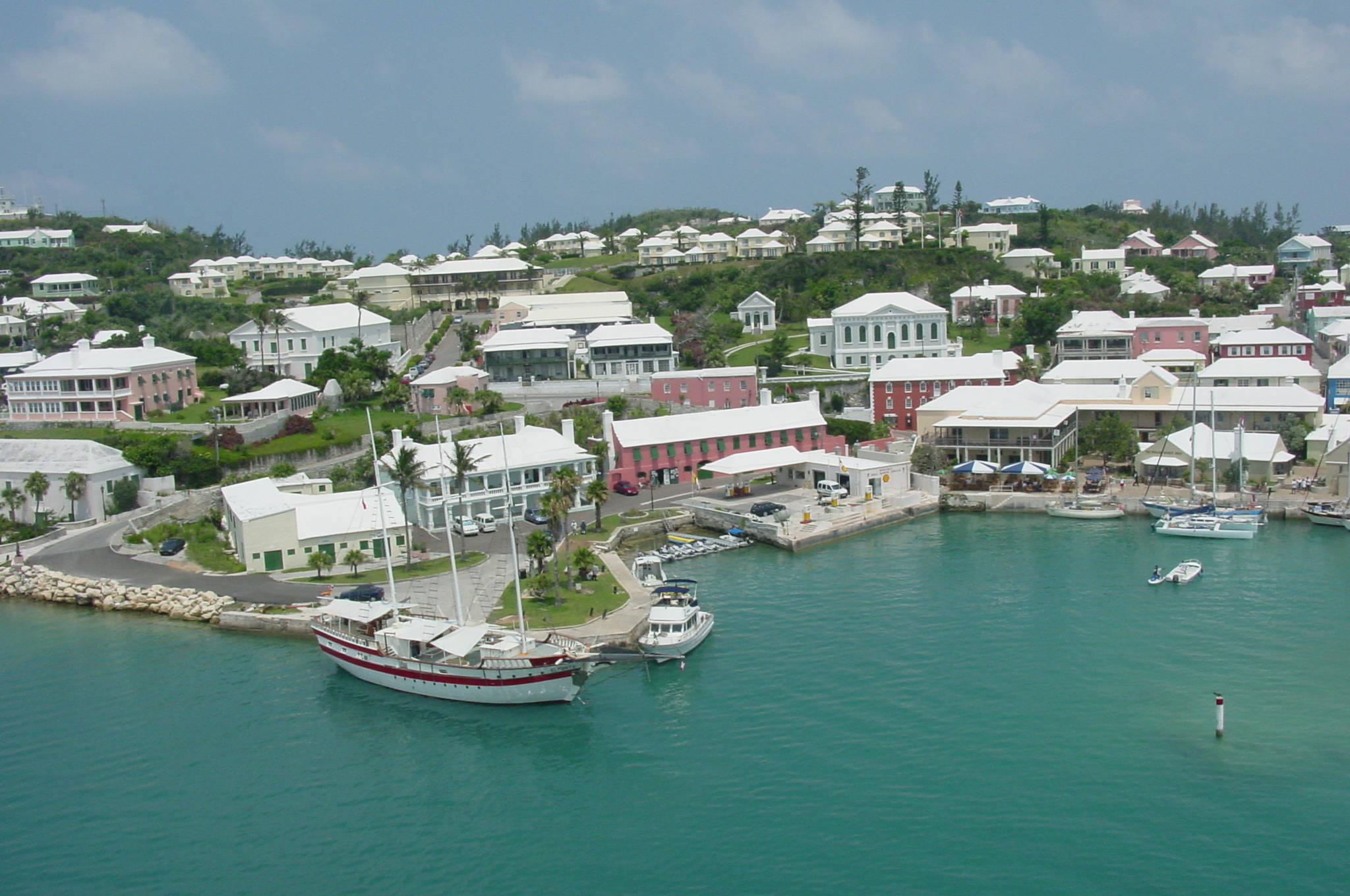
Hafen und Stadt St. George’s

## Geschichte
Die ersten Siedler kamen 1609 unfreiwillig nach Bermuda. Sie waren auf dem Weg nach Jamestown in Virginia, um die neue Siedlung mit Vorräten auszustatten, als ihr Schiff vor St. George’s auf ein Riff gesegelt wurde. Das Schiff war Teil der Third Supply Relief Fleet. Sie bestand aus neun Schiffen unter Admiral Sir George Somers. In einem schweren Sturm wurde das  Flaggschiff Sea Venture stark beschädigt und vom Kurs abgetrieben. Um ein unkontrolliertes Sinken zu verhindern, wurde das Schiff vor den Bermudas auf ein Riff gesetzt. Alle Passagiere konnten gerettet werden.
Aus den Schiffsresten und Materialien vor Ort wurden dann zwei neue Schiffe gebaut, die Deliverance, eine Bark mit 80 Tonnen, und die Pinasse Patience, 30 Tonnen. Der Admiral machte sich mit 150 Überlebenden erneut auf den Weg nach Jamestown; drei Matrosen blieben freiwillig zurück.
Die Virginia Company, die auch Jamestown finanziert hatte, erhob Anspruch auf die Insel und schickte 60 Siedler nach Bermuda, wo sie die Zurückgebliebenen trafen. Die hatten schon mit der Errichtung einer Siedlung auf St. George’s Island begonnen, da eine natürliche Bucht einen guten Ankerplatz bot.

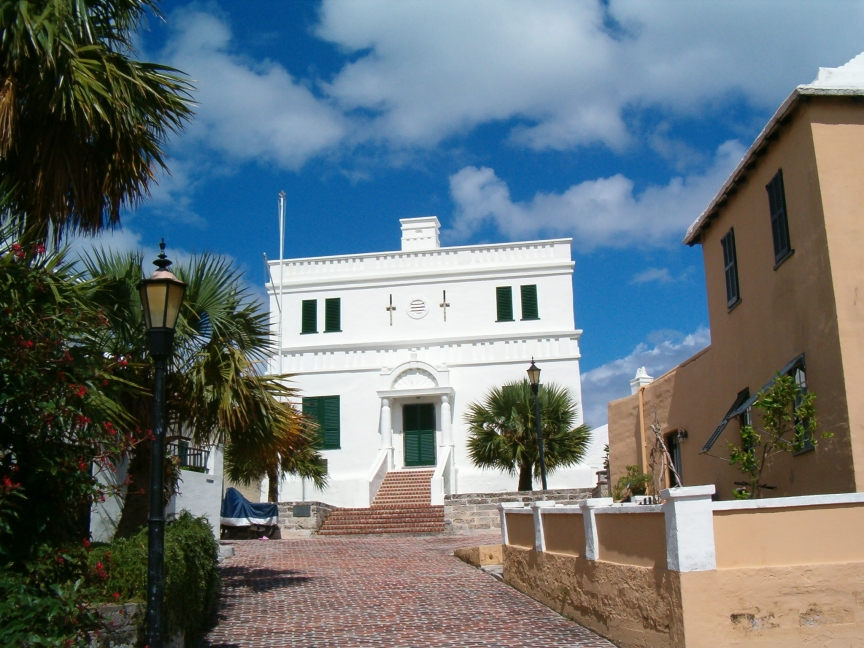
Old State House, von 1620 bis 1815 Sitz des Parlaments von Bermuda

Die kleine Stadt war nicht nur bis 1815 die Hauptstadt der Bermudas, sondern hatte auch Einfluss auf die amerikanische Geschichte: Am 14. August 1775 hatten die Einwohner Bermudas Schießpulver aus den Vorräten des englischen Forts in St. George’s gestohlen. Sie rollten die Fässer quer über die Insel zur Tobacco Bay, wo schon ein amerikanisches Schiff wartete. Eigentlich dazu gedacht, die Inseln zu schützen, wurde es nun im Amerikanischen Unabhängigkeitskrieg verwendet.
Während des Amerikanischen Bürgerkrieges war es ein wichtiger Zielhafen für die Blockadebrecher der Konföderierten. Britische Händler lieferten Waffen und Munition sowie andere Versorgungsgüter im Tausch gegen Baumwolle und andere Güter des Südens.

### Heute
St. George’s hat gegenwärtig etwas mehr als 1500 Einwohner. Heutzutage findet der wirtschaftliche Aufschwung eher in der jetzigen Hauptstadt Hamilton statt. Dies ermöglichte der vormaligen Hauptstadt Saint George’s, viele historische Gebäude des 17. bis 19. Jahrhunderts zu erhalten. Die Verwaltung unternimmt heute große Anstrengungen, den historischen Charakter des Ortes zu wahren. Strom- und Telefonkabel wurden unterirdisch verlegt. Die engen Straßen wie z. B. die Barber’s Alley oder Aunt Peggy’s Lane wurden wieder historisch hergerichtet.
St. George’s mag wie ein Freilichtmuseum für Touristen erscheinen, zugleich ist es aber durchaus eine lebendige Stadt. Die historischen Häuser sind bewohnt und beherbergen Restaurants, Bars und Läden. In der Stadtmitte findet sich der King’s Square mit dem Rathaus und dem Besucherbüro. Dort finden sich auch der rekonstruierte Pranger und der Tauchstuhl, mit dem man einst schwatzhafte Weiber in das Hafenbecken tauchte. Heutzutage wird dieser Prozess von einer Gruppe Freiwilliger den Touristen vorgeführt.

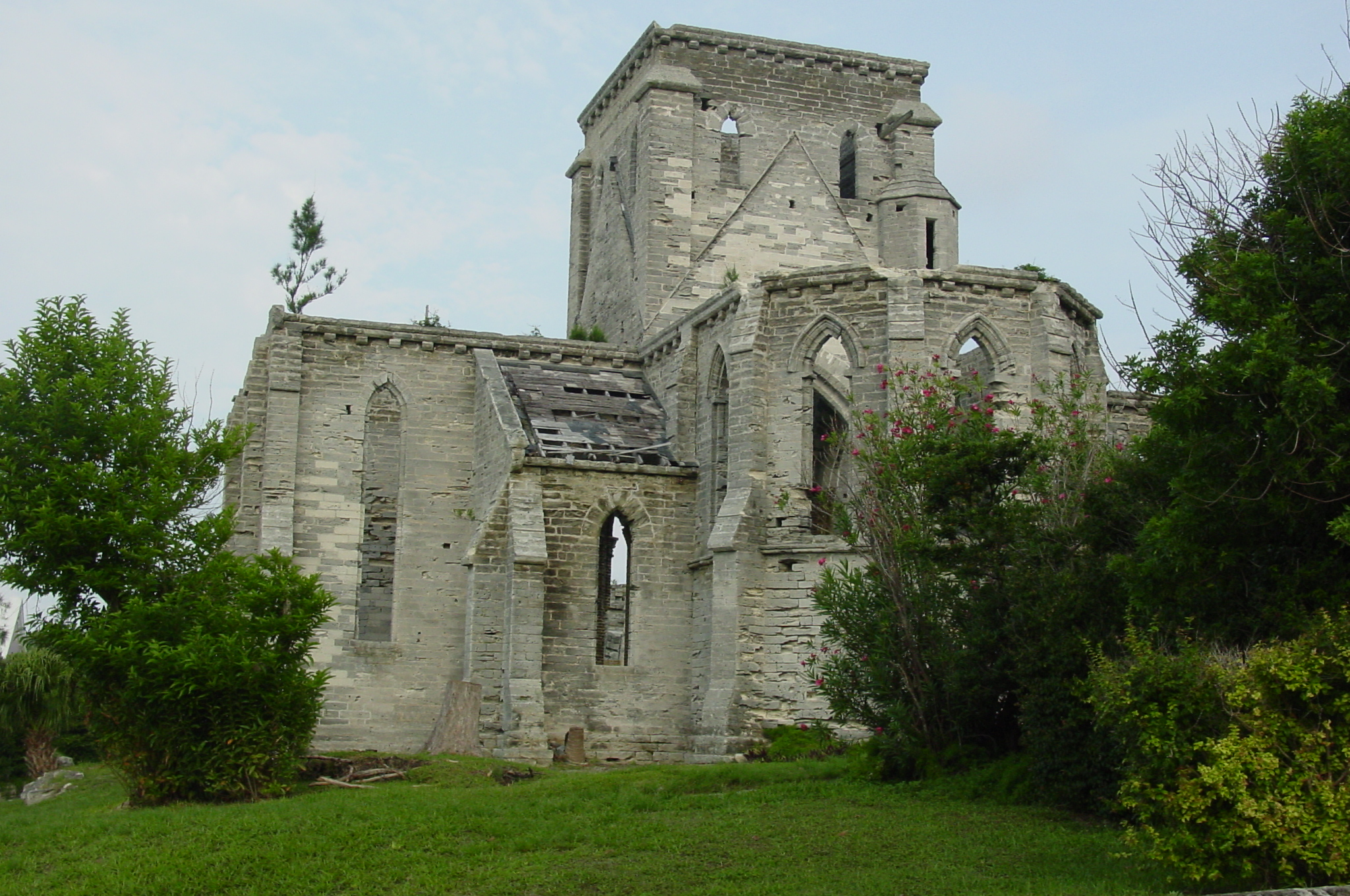
Unfinished Church („Unvollendete Kirche“)

Im Hafen befindet sich Ordnance Island. Auf der kleinen Insel, die über eine schmale Brücke zu erreichen ist, befindet sich ein Nachbau der Deliverance, eines der Schiffe, die von den Schiffbrüchigen unter George Somers gebaut wurden. Dessen Statue befindet sich ebenfalls auf der Insel. Sie wurde von Desmond Fountain geschaffen.
Weitere sehenswerte historische Gebäude in der Stadt sind das Old State House von 1620, das erste Steinhaus auf Bermuda und auch das älteste Haus auf der Insel, die Unfinished Church, The Old Rectory und auch St. Peter’s Church, die älteste anglikanische Kirche Amerikas. Bemerkenswert ist auch das Bermuda National Trust Museum.

## Städtepartnerschaft
- Lyme Regis (England), Geburtsort von Admiral George Somers (seit 1996).